# Holzdorf (Weimar)
Holzdorf war bis 1994 ein Ortsteil der bis dahin selbstständigen Gemeinde Legefeld, die beide heute als Ortsteil Legefeld/Holzdorf zu Weimar gehören. Bekannt ist das Landgut Holzdorf durch sein architektonisch wertvolles Herrenhaus und einen Landschaftspark der „Frühen Moderne“. Die einzigartige Sammlung von Gemälden französischer Impressionisten des Gutsherrn Otto Krebs wurde nach 1945 in die Sowjetunion verbracht und nicht wieder zurückgegeben. Auch die Skulpturen berühmter Künstler im Park sind nicht mehr vorhanden.

## Lage
Holzdorf befindet sich südwestlich der ehemaligen Stadtgrenze der Stadt Weimar südlich der Bundesautobahn 4 im Übergang des Hügellandes der Ilm-Saale-Platte um Bad Berka, Hetschburg und Eichelborn zum Thüringer Becken. Liegt an der  Bahnstrecke Weimar–Kranichfeld (Ilmbahn).

## Geschichte

### Anfänge bis 1945
Ein Ort Halsdorf wurde am 4. Juli 1271 erstmals erwähnt. Im 14. Jahrhundert wurden die Grafen von Orlamünde als Besitzer eines Landguts genannt. Sie übergaben 1333 die Zuständigkeit für die Dorfkirche an Oberweimar. Der Ort wurde dann fast völlig zur Wüstung und wurde im Kirchenregister von 1500 nicht mehr aufgeführt.
Das Herrenhaus des Gutes stammt aus der Zeit von 1690 bis 1750. Bis 1874 war das Gut im Besitz der Familie Weitzenberg, direkte Nachfahren von Lucas Cranach dem Älteren. Darauffolgende Besitzer erweiterten das Landgut. Seine Blütezeit erlebte es in den 1920er und 1930er Jahren unter dem erfolgreichen Mannheimer Industriellen und Kunstsammler Dr. Otto Krebs (1873–1941). Er erwarb das Gut 1917 und nahm dann umfassende Erweiterungen und Veränderungen vor. Aus dem Gutshaus wurde ein repräsentativer Herrensitz, außen mit einer Fassadenverkleidung aus geschnitzten Schindeln, innen prächtig mit goldverzierten Ledertapeten, Mosaikparkett und belgischen Gobelins. Die Erweiterungen der baulichen Anlage (1920 bis 1939) dienten der Aufnahme einer umfangreichen Kunstsammlung, die Otto Krebs anlegte. Deren Schwerpunkt waren wertvolle Gemälde französischer Impressionisten und Neo-Impressionisten, darunter Cézannes, van Goghs und Gauguins, sowie von Plastiken von Degas und Maillol. Sie galt als eine der bedeutendsten deutschen Privatsammlungen von Gemälden. Ihr materieller Wert wurde (in den 1990er Jahren) auf eine Milliarde Deutsche Mark geschätzt.
Auch die Musik wurde auf dem Gut Holzdorf gepflegt: In den 1920er-Jahren besuchte mehrfach Adolf Busch mit seinem Streichquartett das Gut und 1930 zog sich hierher Krebs’ Lebensgefährtin Frieda Kwast-Hodapp zu Studienzwecken zurück. Nach Krebs’ Tod unterrichtete sie hier auch.
Der Gartenarchitekt Franz Wirtz aus Frankfurt schuf auf zehn Hektar einen ansprechenden Landschaftspark der Frühen Moderne, mit überlebensgroßen Skulpturen (unter anderen von Rodin, Meunier und Lehmbruck), Pavillons, Badegarten mit Schwimmteich und Badehäuschen. Ab Mitte der 1920er nutzte Krebs die gesamte Gutsanlage einschließlich des Parks für wechselnde Ausstellungen seiner Sammlung. Otto Krebs starb 1941. Er übertrug einen großen Anteil seines Vermögens (Strebel-Werke u. a. Immobilien) an eine Stiftung für Krebs- und Scharlach-Forschung.
Mitten auf dem Gutsgelände stehen drei große gusseiserne Kirchenglocken. Eine davon trägt den Namen „Herder“, eine weitere Bach, und die dritte schließlich „Luther“.

### 1945 bis jetzt

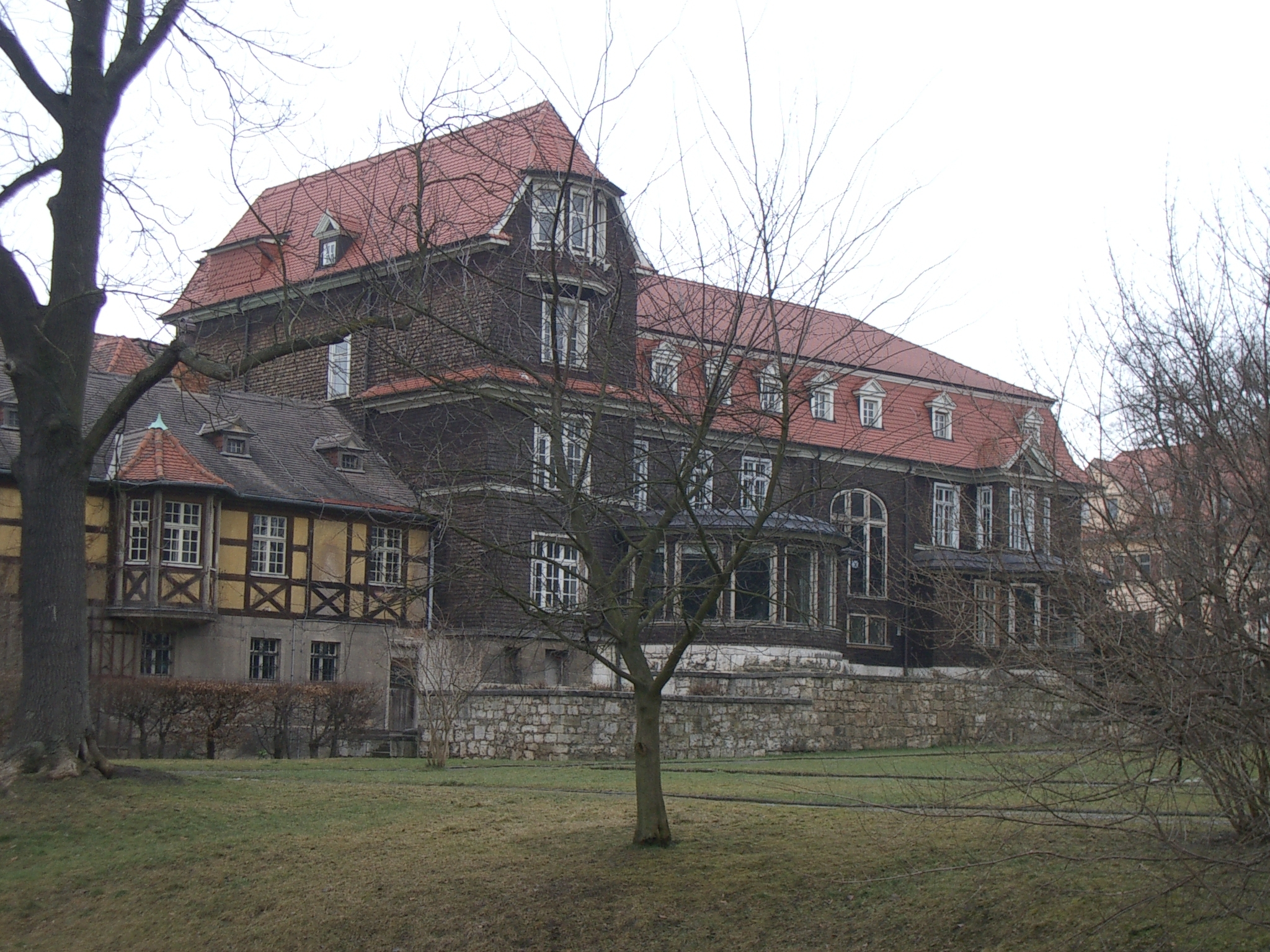
Herrenhaus des Gutes (2009)

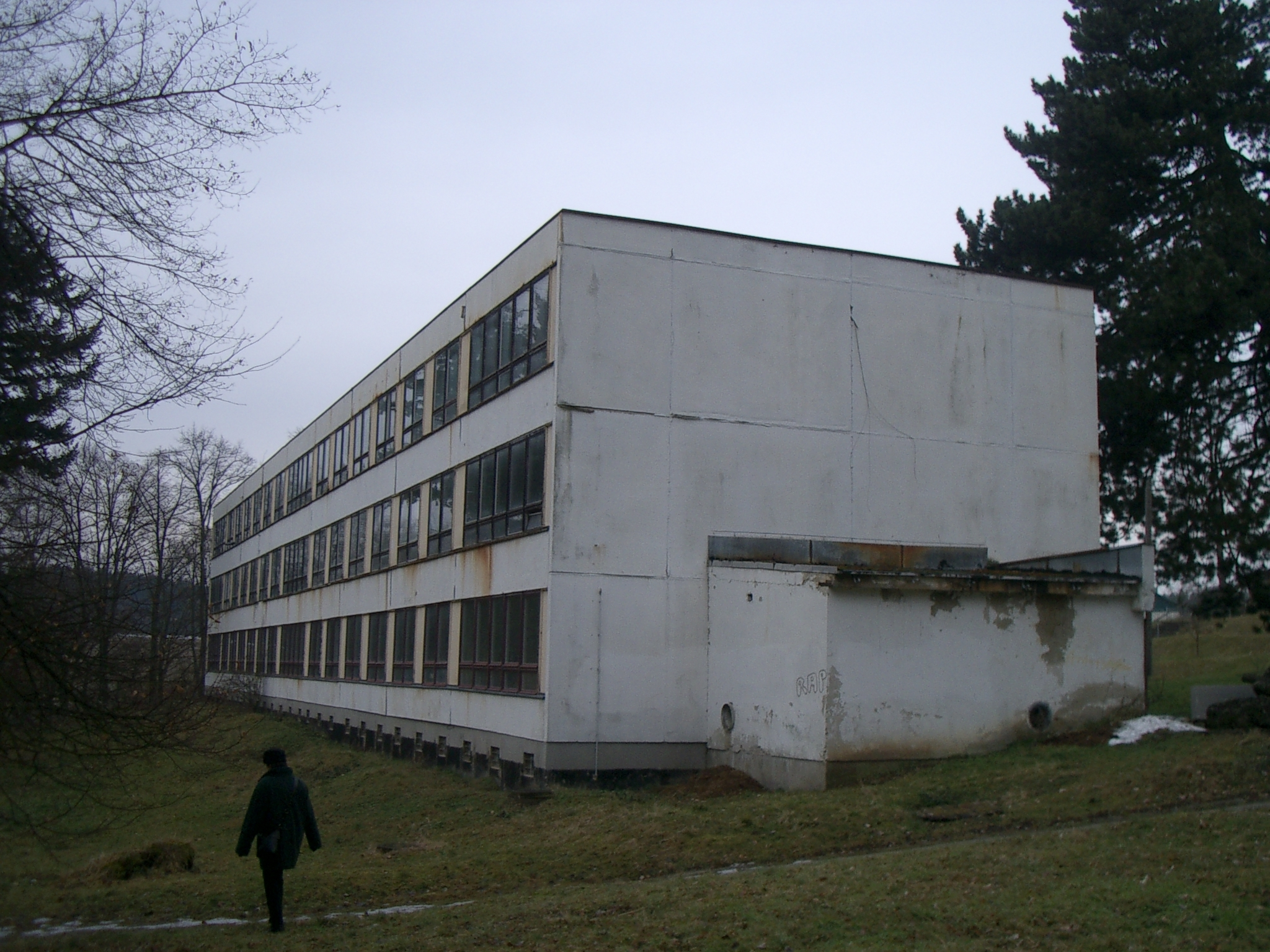
Schulgebäude aus DDR-Zeit im Park (2013 abgerissen)

Im April 1945 besetzten US-Truppen das Landgut. Dem Museumsdirektor Scheidig gelang die Rückführung des vor den Luftangriffen auf Weimar nach Holzdorf geretteten Max Reger-Archivs. Erst dabei entdeckte er, dass sich hinter „sicheren“ Spezial-Tresortüren im Gutskeller die Gemäldesammlung von Otto Krebs befinden musste. Anfang Juli 1945 bezog Marschall Tschuikow, der Leiter der SMAD Thüringen, Quartier im Herrenhaus. Das Gut wurde zu einem Versorgungszentrum der Roten Armee.
Nach der Enteignung des Guts und Überführung in Landeseigentum versuchte Scheidig 1946 über den Präsidenten des Landes Thüringen, die Gemäldesammlung zu retten. Das scheiterte am Widerstand von Tschuikow: Vor der Räumung des Guts durch die sowjetische Besatzung 1952 (wahrscheinlich bereits 1948) wurden die Gemälde in die Sowjetunion abtransportiert. Es ist dabei nicht sicher, ob die sowjetischen Kunstschutzoffiziere noch die vollständige Sammlung vorgefunden haben. Eine (nicht originale) Inventarliste enthielt 98 Gemälde und 18 Plastiken. 20 Gemälde sind inzwischen verschollen, 78 Bilder befinden sich im Archiv der Eremitage in St. Petersburg. 55 von ihnen wurden 1995 in einer Sonderausstellung/Beutekunst-Ausstellung Verborgene Schätze gezeigt. Im März 2012 wurde auf dem Landgut eine Ausstellung von Repliken der als Beutekunst entwendeten Gemälde der Krebsschen Sammlung eröffnet, die von Petersburger Künstlern und Studenten angefertigt worden sind.
Der wertvollere Teil der Park-Skulpturen ist zur DDR-Zeit in die Ost-Berliner Nationalgalerie überführt worden, von dort kamen sie nach der Wende in den Besitz der Stiftung Preußischer Kulturbesitz. Diese übergab 2008 die Skulpturen der alleinigen Erbin von Krebs, der Mannheimer Stiftung für Krebs- und Scharlachforschung. Im Juni 2010 wurden sechs Skulpturen (Degas, Rodin, de Fiori, Meunier und Heise) bei Christie’s versteigert und werden so nicht mehr in den Holzdorfer Park zurückkehren, in dem sie ein Gesamtkunstwerk darstellten. Ihr Wert wird auf 1,3 bis 2 Mio. Britische Pfund geschätzt.
Das Gut Holzdorf wurde nach Abzug der Sowjetarmee als Schulungsstätte, Kinderheim und Schule (Polytechnische Oberschule mit Klassen 5 bis 10) genutzt. In den 1960er Jahren wurde ein großer, dreigeschossiger Plattenbau als Schule in den Park gesetzt, der im Frühjahr 2013 beseitigt wurde. Die Wirtschaftsgebäude gehörten zur DDR-Zeit einer LPG. Besitzerin des Gutes ist – nach Leerstand von 1993 bis 1999 – die Diakonie Landgut Holzdorf gGmbH. Im Gut sind gegenwärtig (2016) das Diakonische Bildungsinstitut „Johannes Falk“ mit einer Schule für Altenpflege, die Diakonie Weimar-Bad Lobenstein mit einem Waldkindergarten und weiteren Jugendhilfeangeboten sowie die Diakonie Landgut Holzdorf selbst mit Angeboten für Langzeitarbeitslose und der Vermietung von Gästezimmern und des Herrenhauses.
Das Gut besteht jetzt aus einem Karee von Herrenhaus, Quergebäude, Wirtschaftsgebäuden und (früherem) Verwaltungsbau, sowie dem Park. Die meisten Gebäude sind grundlegend saniert worden. Es existiert ein Förderverein Landgut Holzdorf e. V. Eine Besichtigung ist an jedem ersten Sonntag des Monats möglich.
Das Landgut Holzdorf war ein Außenstandort der Bundesgartenschau 2021.
Zwischenzeitlich wurde auf dem Gut Schafzucht betrieben oder das Gut nicht bewirtschaftet. Das Landgut Weimar, wie der Agrarbetrieb offiziell heißt, bewirtschaftet über 1700 ha Ackerfläche.
Der Straßenzug, wo sich das Landgut befindet, heißt Otto-Krebs-Weg bzw. Landgutallee.
Das Landgut Holzdorf steht auf der Liste der Kulturdenkmale in Legefeld.

## Verkehr
Der Ortsteil Holzdorf verfügt über eine Haltestelle an der 25 Kilometer langen Ilmtalbahn nach Weimar und Kranichfeld und wird im Stundentakt von der Linie RB 26 der Erfurter Bahn bedient.

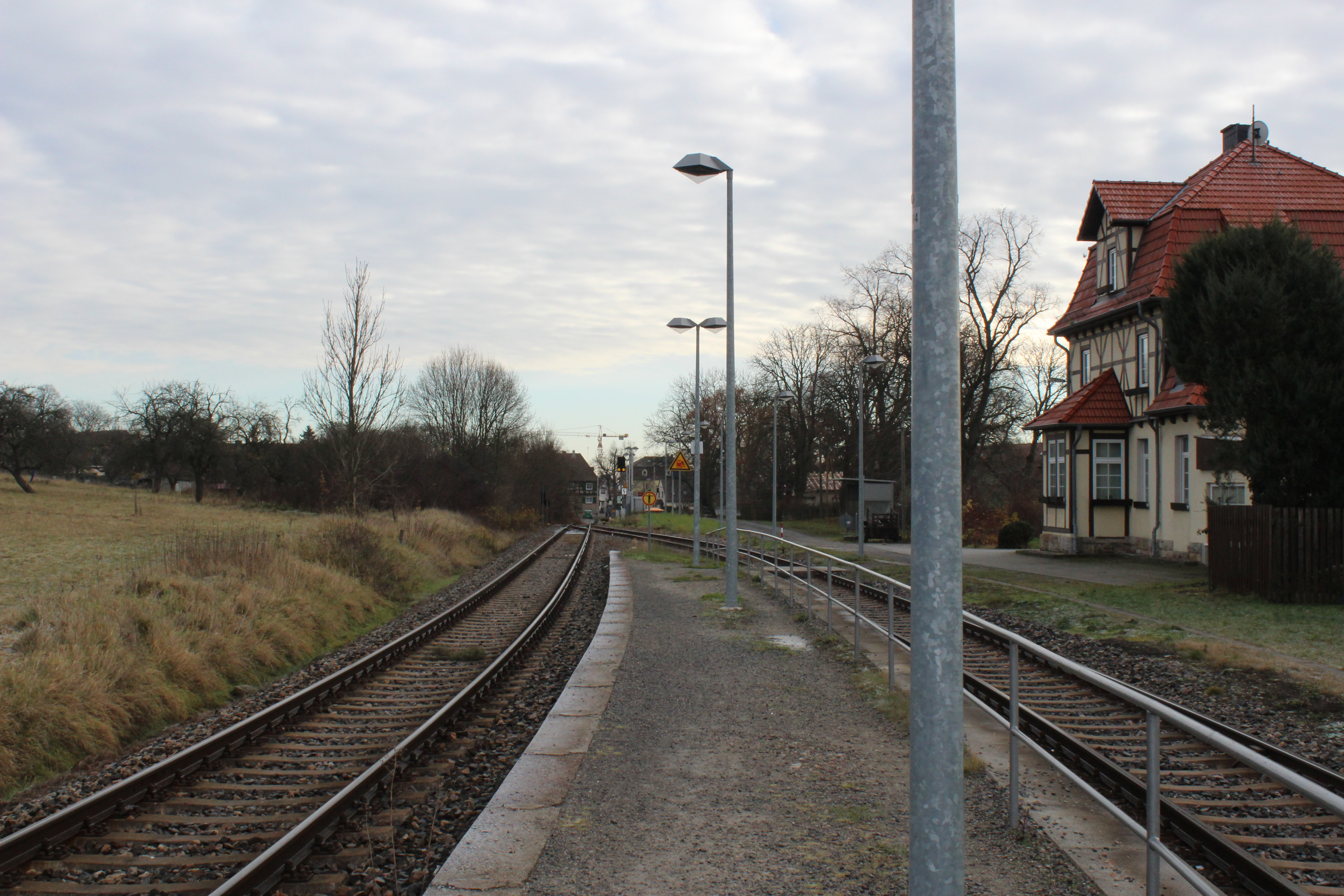
Bahnhof Holzdorf (2017)

## Varia
- Holzdorf wurde auch bekannt durch ein Eisenbahnunglück im Jahre 2003, als zwei Triebwagen unweit des Ortes auf der eingleisigen Ilmtalbahn frontal zusammenstießen, wobei es eine Tote und 28 zum Teil schwer Verletzte gab.